# Julinek
Julinek – osada w Polsce położona w województwie mazowieckim, w powiecie warszawskim zachodnim, w gminie Leszno.
W latach 1975–1998 należała administracyjnie do województwa warszawskiego.
Miejscowość słynie w Polsce z Bazy Cyrkowej, która znajdowała się tam od lat 50. do wczesnych lat 90. XX wieku.
W 1967 utworzono w Julinku Państwową Szkołę Cyrkową. W 1971 przekształcono ją w Państwowe Studium Cyrkowe, a w 1999 – w Państwową Szkołę Sztuki Cyrkowej. Na przestrzeni ponad 40 lat szkoły te wykształciły wiele gwiazd aren polskich i światowych.